# Stenoterommata peri
Espèce
Stenoterommata peri est une espèce d'araignées mygalomorphes de la famille des Pycnothelidae.

## Distribution
Cette espèce est endémique de Santa Catarina au Brésil,. Elle se rencontre sur l'île de Santa Catarina.

## Description
Le mâle holotype mesure 10,83 mm.

## Étymologie
Son nom d'espèce lui a été donné en référence au lieu de sa découverte, le parc municipal Lagoa do Peri.

## Publication originale
- [Indicatti et al.] (en) Rafael P Indicatti, João L Chavari, Maurílio Zucatelli-Júnior, Sylvia M Lucas et Antonio D Brescovit, « Six new species of silk-lined burrow spider genus Stenoterommata Holmberg, 1881 (Araneae, Nemesiidae) from southern Brazil », Zootaxa, Magnolia Press (d), vol. 4254, no 4,‎ 19 avril 2017, p. 435-456 (ISSN 1175-5334 et 1175-5326, OCLC 49030618, PMID 28609952, DOI 10.11646/ZOOTAXA.4254.4.2).